# Heigertgasse 7

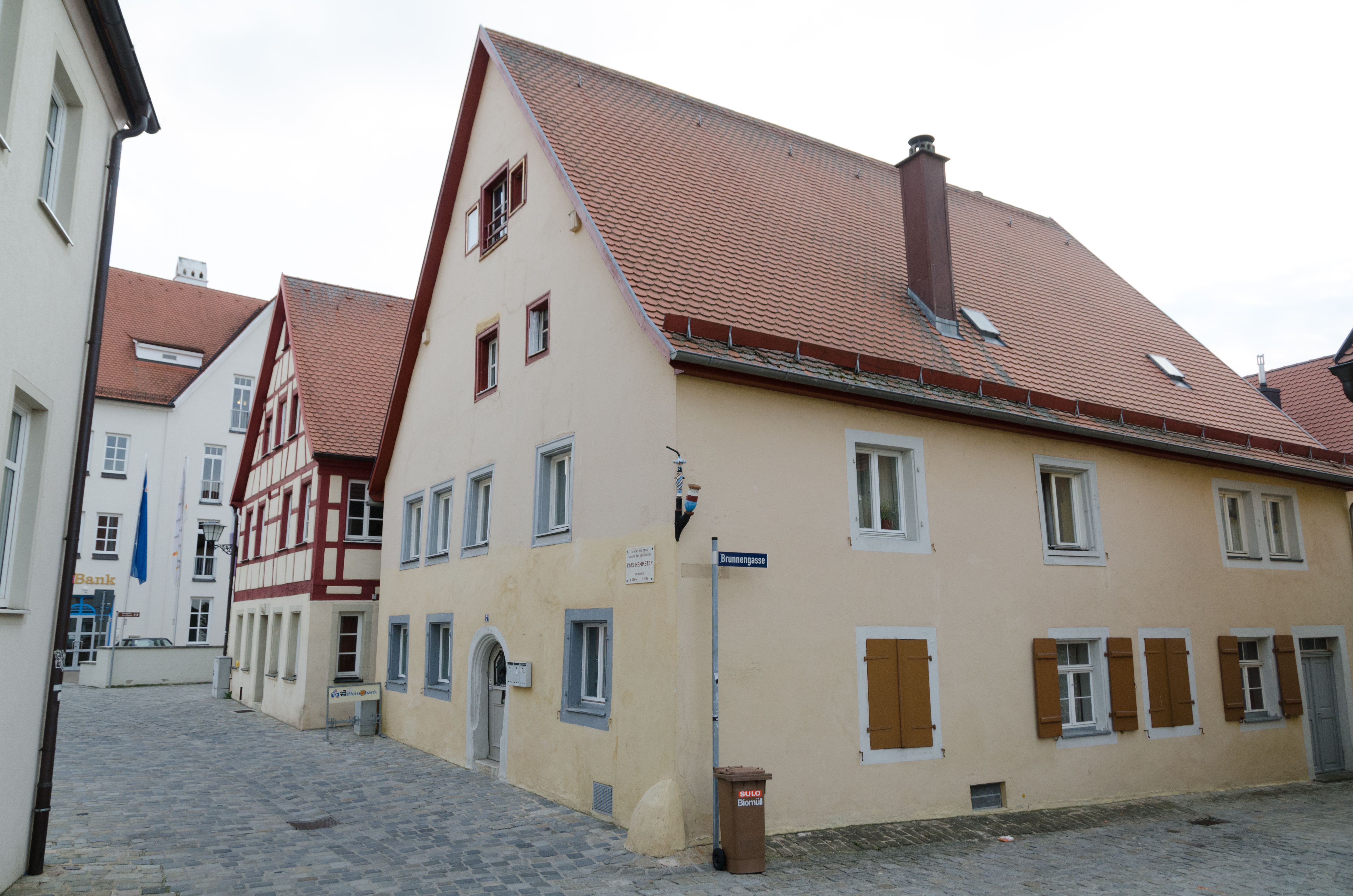
Heigertgasse 7 (2013)

Das Haus an der Heigertgasse 7 ist ein Bürgerhaus in Weißenburg in Bayern, einer Großen Kreisstadt im mittelfränkischen Landkreis Weißenburg-Gunzenhausen. Das Bauwerk ist unter der Denkmalnummer D-5-77-177-169 als Baudenkmal in die Bayerische Denkmalliste eingetragen.
Das Gebäude befindet sich innerhalb der Weißenburger Altstadt unweit der Stadtmauer und nördlich der Luitpoldstraße auf einer Höhe von 425 Metern über NHN. Das Bauwerk ist ein zweigeschossiger Satteldachbau in Ecklage mit Fachwerk. Das Portal stammt wie das Gebäude selbst aus dem frühen 17. Jahrhundert.
Das Haus ist das Geburtshaus des Künstlers Karl Hemmeter.